# 第1號鋼琴奏鳴曲 (貝多芬)
f小調第1號鋼琴奏鳴曲，作品2之1，是貝多芬的鋼琴奏鳴曲，於1795年創作及完成，1976年3月隨由阿塔利亞出版社出版。
名義上這是貝多芬的第一首鋼琴奏鳴曲，但所指的「第一首」是以出版發行為條件，早於1782-83年，11歲的貝多芬在波恩時，已經寫成了另外三首奏鳴曲「選帝侯奏鳴曲」（Kurfürstensonaten）。
本曲的演奏時間是三首作品2中最短的一首，連重覆大約只需18-20分鐘。

## 樂曲結構
本奏鳴曲共有四個樂章，分別是：
- 第一樂章：快板（Allegro）
- 第二樂章：慢板（Adagio）
- 第三樂章：小步舞曲，小快板（Menuetto, Allegretto）
- 第四樂章：最急版（Prestissimo）

## 樂曲分析

### 第一樂章
開頭的音樂動機與莫扎特的第40號交響曲第四樂章開首的音樂動機近乎相同，除了調性上的不同，以及結尾上貝多芬加上了迴音。

## 外部連結
- 波恩貝多芬之家有關《第1號》、《第2號》及《第3號鋼琴奏鳴曲》資料 （页面存档备份，存于）（德文）
- 希夫·安德拉斯談論貝多芬的《第1號鋼琴奏鳴曲》 （页面存档备份，存于）
- 貝多芬《第1號鋼琴奏鳴曲》：国际乐谱典藏计划上的乐谱
- 贝多芬《第1号钢琴奏鸣曲》创作历程的介绍及对音乐内容的评论（英文）
- 帕福利·江珀潘恩（Paavali Jumppanen）於伊莎貝拉嘉納藝術博物館內的演奏版本